# Перелік кавалерів Хреста Симона Петлюри (Ч)
Ця сторінка — інформаційний реєстр. Див. також основні статті: Хрест Симона Петлюри та Перелік кавалерів Хреста Симона Петлюри.
В алфавітному порядку представлені всі відомі кавалери Хреста Симона Петлюри, чиї прізвища починаються з літери «Ч». 
| № | Фото | Ім'я                            | Дата народження               | Місце народження                                           | Дата смерті    | Місце смерті    | Звання           | Підрозділ                                  | № ордена |
| - | ---- | ------------------------------- | ----------------------------- | ---------------------------------------------------------- | -------------- | --------------- | ---------------- | ------------------------------------------ | -------- |
| 1 |      | Чабанівський Василь Федорович   | 25 лютого 1887                | Полтавська губернія                                        | 19 серпня 1963 | Чикаго          | Генерал-хорунжий | 4 стрілецька бригада 5 Херсонської дивізії |          |
| 2 |      | Чекірда Віктор Оникійович       | 11 листопада 1894             | с. Іванківці Проскурівського повіту Подільської губернії   | після 1964     |                 | Сотник           |                                            |          |
| 3 |      | Чехович Олександр Олександрович | 23 листопада (15 грудня) 1870 | Кам'янець-Подільський                                      | 1936           | Польща          | Генерал-хорунжий |                                            |          |
| 4 |      | Чорний Сергій Іванович          | 24 вересня (7 жовтня) 1886    | Костянтинівка, Олександрійський повіт, Херсонська губернія | 7 жовтня 1952  | Регенсбург, ФРН | Полковник        |                                            |          |